# 品質保證
品質保證（又稱品質確認，簡稱）是一種防止製造產品出現錯誤和缺陷並避免在向客戶交付產品或服務時出現問題的方法； ISO 9000 將其定義為“品質管理的一部分，專注於提供對品質要求將得到滿足的信心” 。 這種品質保證的缺陷預防與品質管制中的缺陷檢測和拒絕略有不同。
“品質保證”和“品質控制”這兩個術語經常互換使用，指的是確保服務或產品品質的方法。 例如，“品質保證”通常使用如下：描述了在飛利浦半導體的電視機軟體項目中實施檢查和結構化測試作為品質保證的衡量標準。然而，“品質控制”用於描述定義、測量、分析、改進、控制 (DMAIC) 模型的第五階段。 DMAIC 是一種數據驅動的品質策略，用於改進流程。
品質保證包括在品質系統中實施的行政和過程活動，以便實現產品、服務或活動的要求和目標 。系統的測量、與標準的比較、過程監控和相關的反饋迴路可以防止錯誤。 這可以與專注於過程輸出的"品質管制"形成對比。
品質保證包括兩個原則：“適合用途”（產品應適合預期用途）；和“第一次正確”（應該消除錯誤）。品質保證包括原材料、組件、產品和組件的品質管理、與生產相關的服務以及管理、生產和檢驗過程。 這兩個原則也體現在新技術或產品的開發（工程）階段之前：工程的任務是讓它一次性工作，而品質保證的任務是讓它一直運作。
從歷史上看，定義合適的產品或服務品質意味著什麼是一個更困難的過程，以多種方式確定，從包含“個人通常賦予品質特徵的不同權重”的基於用戶的主觀方法到基於價值的方法它發現消費者將品質與價格聯繫起來，並根據這種關係做出品質的總體結論。